# Jerzy Sablik
Jerzy Roman Sablik (ur. 29 września 1925 w Jarocinie, zm. 12 lipca 2003 w Warszawie) – polski ekonomista i działacz państwowy, księgowy, nauczyciel akademicki, podsekretarz stanu w Ministerstwie Nauki, Szkolnictwa Wyższego i Techniki (1980–1983).

## Życiorys
Syn Ludwika. Podczas II wojny światowej pracował jako księgowy. Absolwent studium pedagogicznego w Poznaniu, w 1954 ukończył studia ekonomiczne na Uniwersytecie Ekonomicznym w Poznaniu. Następnie do 1978 wykładał na tej uczelni w Katedrze Rachunkowości, dochodząc do stopnia docenta. Przez kilkanaście lat kierował Wydawnictwem Uniwersytetu Ekonomicznego w Poznaniu. Wieloletni działacz Stowarzyszenia Księgowych w Polsce, gdzie pełnił funkcje prezesa oddziału poznańskiego (1961–1965), sekretarza generalnego (1965–1981) i prezesa zarządu głównego (1981–2003). Zajmował także stanowisko wiceprezesa Europejskiej Federacji Księgowych i Audytorów Małych i Średnich Przedsiębiorstw (EFAA). Był współzałożycielem i od 1994 przez dwie kadencje prezesem Polskiej Izby Biegłych Rewidentów. Zasiadał w radach nadzorczych różnych spółek, m.in. szefował radzie nadzorczej Powszechnego Zakładu Ubezpieczeń. Był wraz z Aldoną Kamelą-Sowińską współwłaścicielem spółki prowadzącej Wyższą Szkołę Handlu i Rachunkowości w Poznaniu.
W 1978 został dyrektorem Departamentu Planowania i Finansowania Szkolnictwa Wyższego w Ministerstwie Nauki, Szkolnictwa Wyższego i Techniki. W latach 1980–1983 pełnił funkcję podsekretarza stanu w tym resorcie, odpowiadając za zagadnienia finansowe i inwestycyjne. W 1989 bez powodzenia kandydował do Sejmu w okręgu wyborczym nr 4 (jako bezpartyjny).
Pochowany na Cmentarzu Junikowo w Poznaniu.

## Odznaczenia i wyróżnienia
W 1998 odznaczony Krzyżem Oficerskim Orderu Odrodzenia Polski za wybitne zasługi dla rozwoju gospodarki narodowej. W 1987 otrzymał tytuł członka honorowego Stowarzyszenia Księgowych w Polsce, jego imieniem SKwP nazwało także nagrodę w prowadzonym przez siebie konkursie na najlepsze prace magisterskie z rachunkowości.